# أبوفيس
أبوفيس (أو أبيب، أبيبي، آبيب)، (باليونانية: Ἄποφις)‏ هو الأفعى الشريرة في الميثولوجيا المصرية القديمة، وتعتبر رمز الشر، وبذلك فهي عدو «رمزي الخير» رع وماعت «الحقيقة والعدل».
أبو فيس يجسد كل ما هو شر، وهو يشكل جزئًا من النظام الكوني الأكثر تعقيدا لتحديد هوية رع وآتوم، أي إنشاء آتوم-رع، اللاحق للدمج بين التاسوع المقدس، والثامون المقدس، أتوم-رع الذي كان يشار إليه برع، هو رمز الشمس، شريك ماعت «رمز الحق والعدل»، أبوفيس كان ينظر له على أنه العدو الأكبر لهما، وبذلك لقب بـ «عدو رع».
حسب العلماء المتخصصين بتاريخ مصر القديم، تم إيجاد أن لفظ اسمه هو «أآعبابي»، الذي لفظ لاحقًا: «أفوف» (بالقبطية: Ⲁⲫⲱⲫ)‏.

## الوصف الشكلي
أبو فيس عبارة عن ثعبان ضخم، له حجم هائل ويلتف حول نفسه عددا من المرات، ويظهر غالبا في الرسومات على جدران المعابد وهو يهزم أو يقتل من قبل أحد الرموز.

كما رسم على شكل سحلية ضخمة، أو تمساح، ولاحقا على شكل تنين.

## دوره في الميثولوجيا المصرية

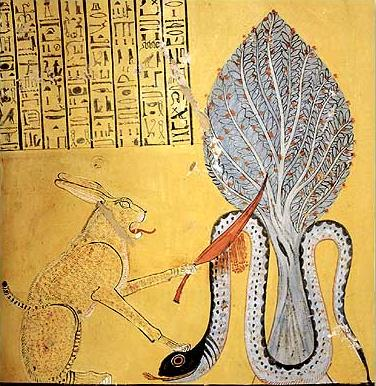
رع على شكل قط يقوم بذبح أبو فيس

تحكى الأسطورة عن أبوفيس أنه يتسبب بمعارك دائمة بينه وبين رع، فأبو فيس يهاجم قارب الشمس كل صباح ليمنعه من الإبحار نحو الأفق، ويهزم في كل مرة، ويعود في كل صباح.
أحيانًا تكون له اليد الطولى في القتال، فتحدث الزلازل والعواصف والرعد، وقد ينتصر فيقوم بابتلاع الشمس، ويحدث بهذا الكسوف، ولكن حراس مركب الشمس المصاحبين لرع يقطعون رأسه سريعا، فلا يستمر الكسوف إلا دقائق معدودة، ومن المحتمل أن يكون هذا تفسير المصرين القدماء لظاهرة الكسوف.

## احترامه

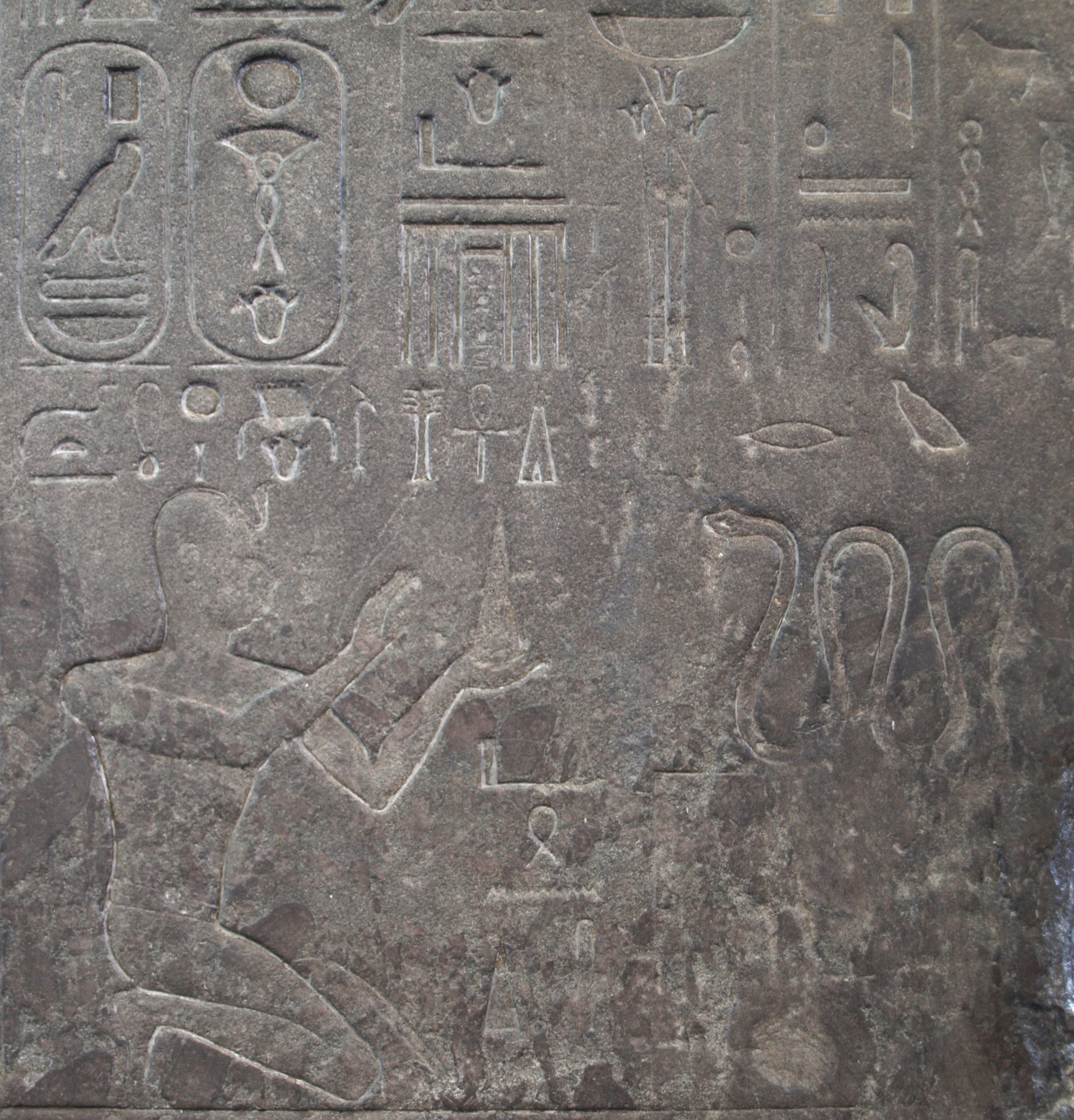
الفرعون إبسماتك الأول يقدم قرابين لمعاونة أتوم

أبو فيس كرمز للشر لم يكن يحترم بشكل مباشر، لكن لارتباطه بالكوارث الكونية، كالزلازل والأعاصير، كانت تقام طقوس لاسترضائه.
هزيمته كل يوم على يد رع، كان يعتقد أنها تحتاج للصلاة من كهنة مصر والمصلين في المعابد، فكان المصريون يمارسون عددا من الطقوس التي يعتقدون أنها لدرء أبوفيس، لمعاونة رع على مواصلة رحلته عبر السماء.
في طقوس سنوية، بقوم الكهنة من أجل إبعاد أبوفيس، واتقائا لشره، بإحراق تماثيله لحماية الجميع من نفوذ أبوفيس لمدة شهر آخر.
وصفت عملية التخلص من أبوفيس والحماية منه، وتشمل هذه الطقوس ما يلي:
- البصق على أبوفيس.
- وضع القدم اليسرى على رأس أبوفيس.
- طعن أبوفيس بالحربة.
- تكبيل وتقييد أبوفيس
- ذبح أبوفيس باستخدام سكين.
- إشعال النيران في أبوفيس

## أشياء أخرى
- الكويكب 99942 أبوفيس.
- أبوفيس هي أول خصم رئيسي goa'uld في سلسلة الخيال العلمي بوابة النجوم - 1
- أبوفيس هو واحد من الأوغاد في السلسلة الهزلية Mummies Alive حيث أنه روح وليس إلها، لديه مشاعر الرومانسية.

## هوامش ومراجع
1. ↑  من المقالة الإنجليزية داخل الموسوعة
2. ↑  أبوفيس ترجمة للنسخة الفرنسية من المقالة
3. ↑  أبوفيس ترجمة لجزء من المقالة الألمانية في الموسوعة